# Louis Gérard
Louis Gérard (ur. 16 kwietnia 1899 w Arras, zm. w 10 maja 2000 w Saint-Cyr-sur-Mer) – francuski kierowca wyścigowy.

## Kariera
W swojej karierze wyścigowej Gérard poświęcił się startom w wyścigach Grand Prix oraz w wyścigach samochodów sportowych. W 1939 roku Francuz był klasyfikowany w Mistrzostwach Europy AIACR. Z dorobkiem 28 punktów uplasował się wówczas na szesnastej pozycji w klasyfikacji generalnej. Startował również w wyścigach rozgrywanych według reguł Formuły 1, ale nie zaliczanych do klasyfikacji generalnej. W Grand Prix Paryża 1951 był ósmy.
W latach 1937-1939, 1949 Gérard pojawiał się w stawce 24-godzinnego wyścigu Le Mans. W pierwszym sezonie startów odniósł zwycięstwo w klasie 3, a w klasyfikacji generalnej był czwarty. Dwa lata później ponownie był najlepszy w klasie 3 i stanął na drugim stopniu podium klasyfikacji generalnej. Po wojnie uplasował się na drugim miejscu w klasie S 3.0.